# Jovita Carranza
Pour les articles homonymes, voir Carranza.
Jovita Carranza (née le 29 juin 1949 à Chicago) est une femme d'affaires et femme politique américaine. Membre du Parti républicain, elle est administratrice adjointe de la Small Business Administration entre 2006 et 2009, trésorière des États-Unis entre 2017 et 2020 puis administratrice de la Small Business Administration jusqu'en 2021.

## Biographie

### Origines et études
Née en Illinois dans une famille d'immigrants mexicains de la première génération, elle grandit à Chicago.
Elle est diplômée d'un MBA de l'université de Miami. Elle a également suivi une formation en direction, gestion et finance à l'INSEAD (France), à l'université du Michigan et à l'université de Chicago.

### Carrière
Au milieu des années 1970, elle occupe son premier poste chez UPS. Elle évolue dans la société, jusqu'à devenir vice-présidente chargée des opérations nationales puis présidente chargée des opérations internationales pour l'Amérique latine et les Caraïbes et enfin vice-présidente chargée des opérations aériennes.
En 2006, elle est nommée par le président George W. Bush administratrice adjointe de la Small Business Administration. Elle occupe ce poste jusqu'en 2009.
Elle fonde ensuite JCR Group, dont elle est la présidente, un cabinet de conseil pour les entreprises et les ONG sur les questions de développement des affaires et de gestion des pertes et profits.
Le 28 avril 2017, elle est désignée par le président Donald Trump pour devenir trésorière des États-Unis. Elle prête serment le 19 juin suivant.
Le 14 janvier 2020, elle devient administratrice de la Small Business Administration.

### Autres activités
Elle est également conférencière et chroniqueuse sur les questions politiques et commerciales. Elle a aussi enseigné à l'université Johns-Hopkins,.
Elle a siégé aux conseils d'administration de plusieurs organismes nationaux sans but lucratif tels que le Centre national pour l'alphabétisation familiale (National Center for Family Literacy) et United Way of America.

## Prix et décorations
- « Femme de l'année 2004 » par Hispanic Business Magazine[6].
- Félicitée par l'Association américaine des femmes diplômées des universités en juin 2008 puis par The Latino Coalition Leadership à Washington en octobre de la même année.
- Membre honoraire de l'Alverno College (en).
- Décorée de l'Albert Schweitzer Leadership Award par la Hugh O'Brian Youth Leadership Foundation.